# Entoloma imbecille
Entoloma imbecille är en svampart som först beskrevs av E. Horak, och fick sitt nu gällande namn av E. Horak ex Segedin & Pennycook 2001. Entoloma imbecille ingår i släktet Entoloma och familjen Entolomataceae.   Inga underarter finns listade i Catalogue of Life.